# Mingau

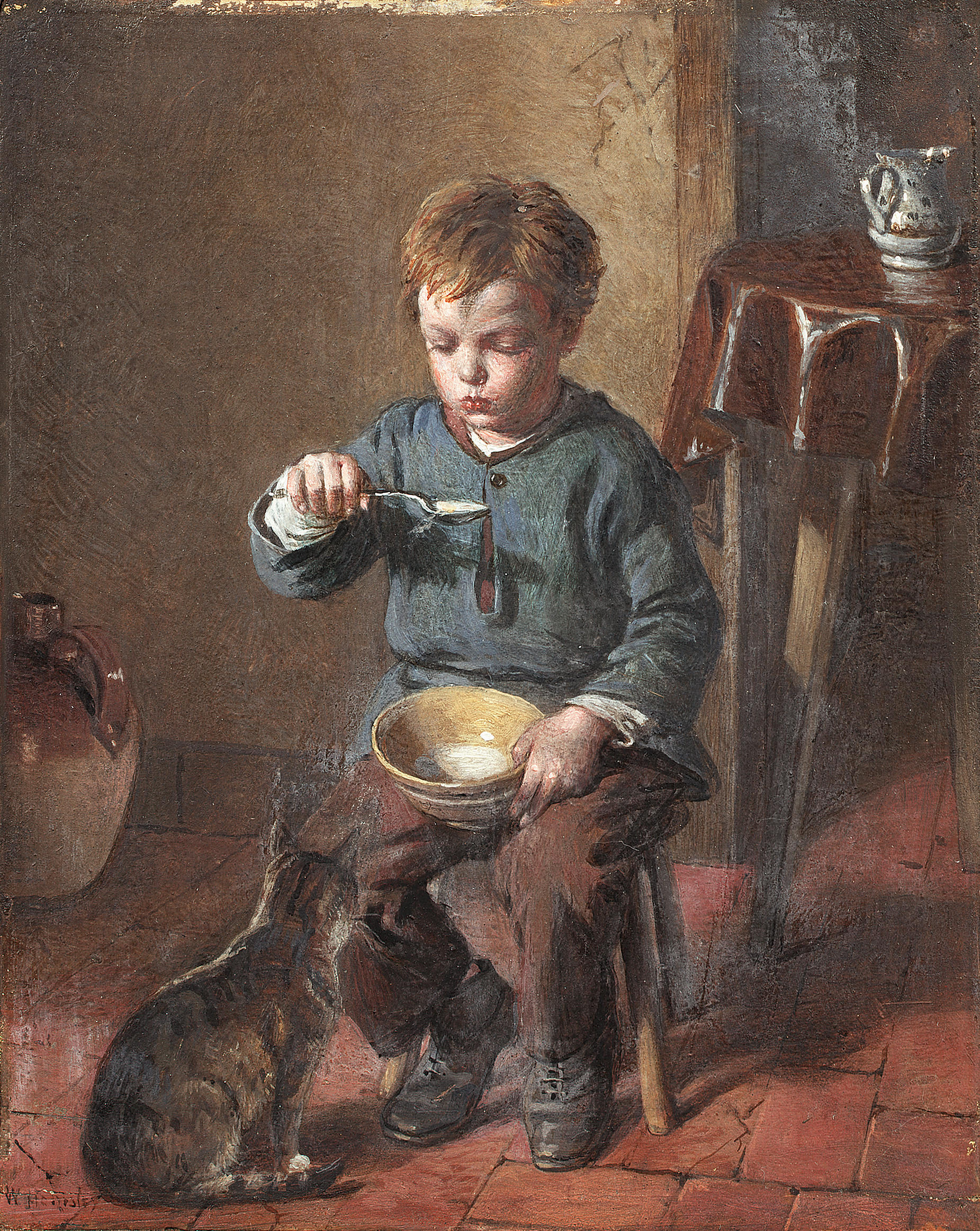
William Hemsley (1893)

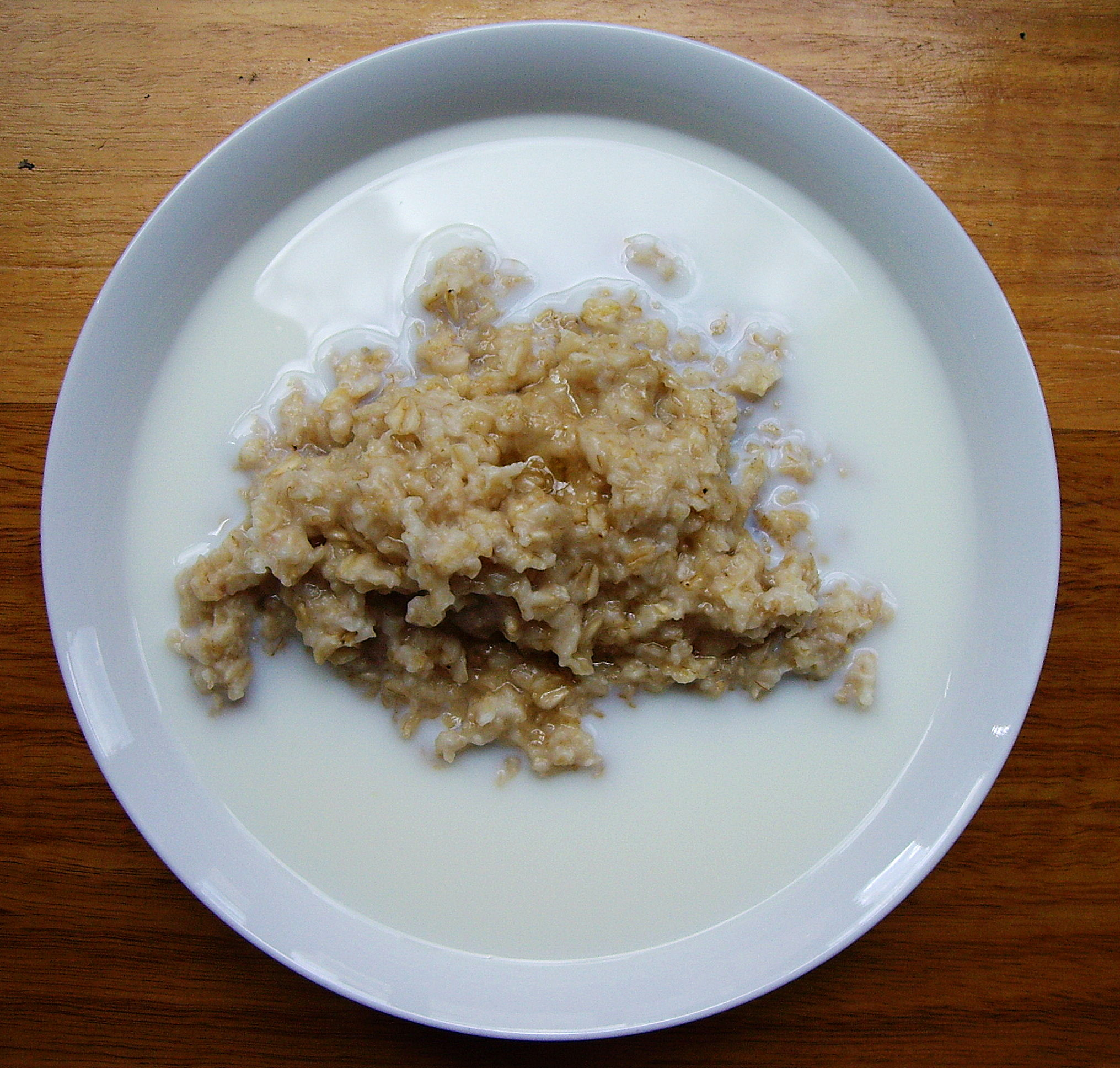
Mingau com leite.

Mingau ou papa (mais comum papas em Portugal ou ainda papinha no Brasil) é um alimento de consistência cremosa, feito usualmente de água ou leite, onde se cozinha um cereal (como a aveia) ou farinhas variadas (de trigo, amido de milho, farinha de milho, arroz ou outra); por vezes, adoçado com açúcar. É, tipicamente, o primeiro alimento dado às crianças, quando é necessário algo mais que o leite.
Historicamente, o mingau (do tupi minga'u) é um alimento típico das culturas indígenas do Brasil. Ao longo de toda a História do Brasil, o pirão figurou como um tipo popular de mingau. O pirão é uma papa salgada feita de farinha de mandioca.

## Etimologia
"Mingau" vem do tupi minga'u, que etimologicamente significa "o que alguém empapa", ou "empapado". A palavra deriva da junção de mi- (partícula de objeto) e ka'u (empapar). No litoral brasileiro do século XIV, o mingau era um prato central nas cerimônias antropofágicas indígenas. Neste contexto, era um caldo espesso de mandioca temperado com vísceras dos prisioneiros sacrificados pelo povo tupinambá.